# Baliomorpha urbana
Baliomorpha urbana là một loài Trichoptera trong họ Hydropsychidae. Chúng phân bố ở miền Australasia.